# Lindsay Jennerich
Lindsay Jennerich est une rameuse canadienne née le 30 juillet 1982 à Victoria. Elle a remporté avec Patricia Obee la médaille d'argent du deux de couple poids légers féminin aux Jeux olympiques d'été de 2016 à Rio de Janeiro.